# Sveinung Aarnseth
Sveinung Aarnseth (Levanger, 15 maggio 1933 – Oslo, 9 marzo 2019) è stato un calciatore norvegese, di ruolo attaccante.

## Carriera

### Club
Aarnseth giocò per il Nessegutten, prima di passare al Lyn Oslo. Esordì in squadra il 12 giugno 1960, nel successo per 7-1 sul Kapp, partita in cui siglò una doppietta. Il 2 ottobre 1963 debuttò nelle competizioni europee, schierato titolare nella sconfitta esterna per 3-1 contro il Borussia Dortmund, in un incontro valido per la Coppa dei Campioni 1963-1964. Diede il proprio contributo per la vittoria del campionato 1964 e del campionato 1968, oltre che alle vittorie in Norgesmesterskapet del 1967 e del 1968. Proprio dopo la conclusione della stagione 1968, lasciò la squadra.

### Nazionale
Aarnseth conta 5 presenze per la Norvegia. Debuttò il 20 settembre 1964, schierato titolare nel pareggio per 1-1 contro la Svezia.

## Palmarès

### Club

#### Competizioni nazionali
- Campionato norvegese: 2

Lyn Oslo: 1964, 1968
- Coppa di Norvegia: 2

Lyn Oslo: 1967, 1968